# Nombre bicomplexe
En mathématiques, les nombres bicomplexes sont les nombres multicomplexes de symbole {\displaystyle \mathbb {C} _{2}}.
C’est un nombre écrit sous la forme a + b i1 + c i2 + d j, où i1, i2 et j sont des unités imaginaires qui commutent et où j = i1 i2 vérifie j2 = i2
1 i2
2 = 1.
Basé sur les règles de la multiplication des unités imaginaires, si A = a + b i1 et B = c + d i1, alors le nombre bicomplexe peut être écrit A + B i2 : les nombres bicomplexes sont similaires aux nombres complexes, mais les parties réelles de leur forme algébrique sont complexes plutôt que réelles.
Les nombres bicomplexes se réduisent aux nombres complexes lorsque A et B sont des nombres réels.
L'ensemble de tous les nombres bicomplexes possède une algèbre associative, commutative et unifère sur les nombres complexes, isomorphe à {\displaystyle \mathbb {C} \otimes _{\mathbb {R} }\mathbb {C} }, donc un anneau commutatif (avec identité) ; la multiplication des nombres bicomplexes est à la fois commutative et associative et est distributive sur l'addition. Étant donné ceci et les règles pour la multiplication des unités imaginaires, deux nombres bicomplexes quelconques peuvent être multipliés. La multiplication des unités imaginaires est donnée par :
On déduit de la commutativité et de l'associativité que :
Les propriétés d’associativité et de commutativité permettent de déduire le reste de la table de multiplication de cette algèbre, à savoir :
| ×  | 1  | i1  | i2  | j   |
| -- | -- | --- | --- | --- |
| 1  | 1  | i1  | i2  | j   |
| i1 | i1 | −1  | j   | −i2 |
| i2 | i2 | j   | −1  | −i1 |
| j  | j  | −i2 | −i1 | 1   |

La division n'est pas définie pour certains nombres complexes, puisque certains sont diviseurs de zéro ; autrement dit, les bicomplexes ne forment pas un anneau sans diviseur de zéro, et donc pas un anneau à division. Comme exemples de diviseurs de zéros : 1 + j et i1 + i2 vérifient (1 + j)(i1+ i2) = 0.
Parmi les extensions des nombres complexes à des espaces vectoriels à quatre dimensions sur {\displaystyle \mathbb {R} }, les bicomplexes se distinguent des quaternions en « sacrifiant » l'existence des inverses et l'intégrité au profit de la commutativité de la multiplication.
L'algèbre des bicomplexes est isomorphe à celle des tessarines. Elles ont néanmoins été découvertes par des procédés différents.